# PGC 1305511
LEDA/PGC 1305511 ist eine  Galaxie im Sternbild Jungfrau auf der Ekliptik. Sie ist schätzungsweise 1 Milliarde Lichtjahre von der Milchstraße entfernt.
Im selben Himmelsareal befinden sich u. a. die Galaxien NGC 4223, NGC 4246, IC 773, IC 3136.